# KDice
 (août 2009).
Si vous disposez d'ouvrages ou d'articles de référence ou si vous connaissez des sites web de qualité traitant du thème abordé ici, merci de compléter l'article en donnant les références utiles à sa vérifiabilité et en les liant à la section « Notes et références ».
KDice est un jeu de stratégie multiplayer en ligne inspiré du jeu Dice Wars de Taro Ito. KDice est programmé en Adobe Flash et AJAX par Ryan Dewsbury et a été publié en 2006. Le jeu KDice est une version simplifiée de Risk dont l'objectif est de contrôler tous les territoires de la carte.

## Règle du jeu
KDice est un jeu de stratégie au tour par tour pour 7 joueurs. Le jeu se déroule sur des cartes précalculées en 2D contenant de 22 à 43 territoires.
Le but du jeu est de contrôler tous les territoires de la carte, ou bien d'être le dernier joueur à ne pas avoir capitulé ou avoir été éliminé. Au début de la partie, les territoires sont attribués de manière aléatoire aux joueurs, et un nombre aléatoire de dés (correspondant à des armées) sont postés dans chaque territoire. Un joueur est ensuite désigné aléatoirement pour commencer. Chacun son tour, les joueurs vont attaquer des territoires voisins. Les 6e et 7e joueurs à jouer reçoivent un dé en bonus en compensation.
Pour attaquer, un territoire contenant plus d'un dé, et une cible qui doit être un territoire adjacent détenu par un concurrent, est choisi. L'ordinateur va alors lancer un nombre de dés égal au nombre de dés se trouvant sur les 2 territoires et comparer les totaux obtenus. Si l'attaquant obtient le total le plus élevé, il prend le contrôle du territoire attaqué. Tous les dés, sauf un, se déplacent du territoire attaquant vers le territoire attaqué. Sinon , (si le total obtenu par l'attaquant est inférieur ou égal au total du défenseur), l'attaquant ne prend pas contrôle du territoire visé, et perd tous les dés de son territoire, sauf un.